# Comprar e manter

DJIA - Evolução do índice industrial da bolsa de Nova Iorque

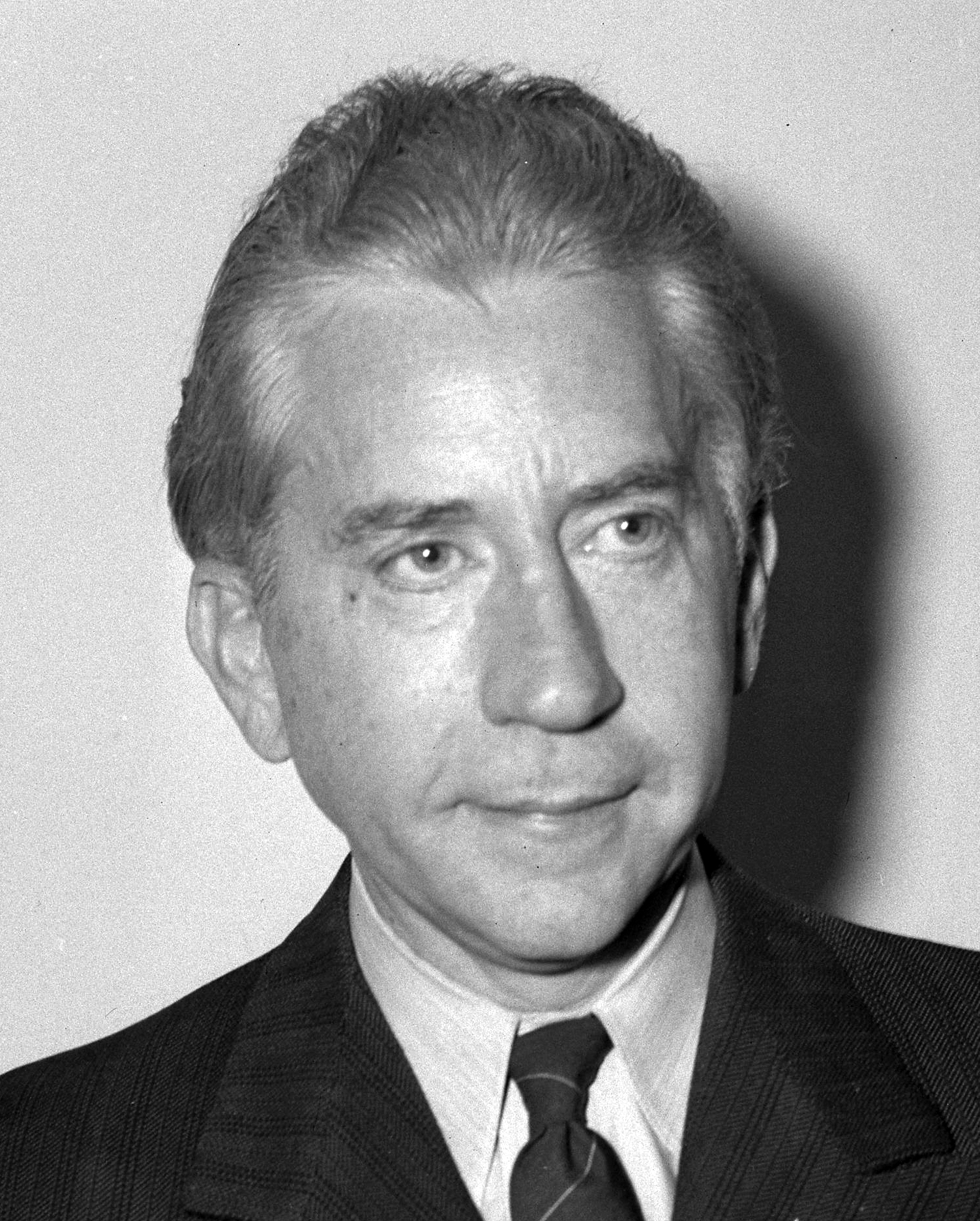
J. Paul Getty, seguidor da estratégia de comprar e manter

Comprar e manter (do inglês Buy and hold) é uma estratégia de investimento de compra de ações a longo prazo.
A antítese é o conceito de day trading, que considera que se pode fazer dinheiro a curto prazo com vendas a descoberto nos picos de preços, e compra nas baixas de preços.
Defensores da estratégia comprar e manter defendem que nunca se deve vender um título exceto para fins de conversão em dinheiro.